# Camel (цигарки)
Camel — американська марка сигарет, яка в даний час належить і виробляється компаніями R.J. Reynolds у США та Japan Tobacco за межами США.
Більшість сучасних сигарет Camel містить суміш турецького тютюну та тютюну «Вірджинія». На початку 2008 року були змінені склад тютюнової суміші і дизайн упаковки. 
Вінстон—Салем місто в Північній Кароліні, де була заснована компанія R.J. Reynolds, через популярність бренду отримало прізвисько «Місто верблюдів».

## Історія
У 1913 році Річард Джошуа «Р. Дж.» Рейнольдс, засновник компанії, яка досі носить його ім'я, впровадив інноваційну упаковку сигарет. До цього курці робили самокрутки, що приховувало потенціал національного ринку попередньо розфасованого продукту. Рейнольдс працював над розробкою більш привабливого аромату, створивши сигарету Camel, яку він так назвав, оскільки використовував турецький тютюн для імітації модних тоді єгипетських сигарет. Рейнольдс поставив їм ціну нижче конкурентів, і протягом року він продав 425 мільйонів пачок.
Сигарети «Camel» заздалегідь просунула ретельна рекламна кампанія, яка включала «тизери», які просто заявляли «Верблюди йдуть», що було дуже схоже із популярною п'єсою старої шотландської народної пісні «The Campbells Are Coming». Цей маркетинговий стиль був прототипом подальших спроб схилити громадську думку на підтримку вступу Сполучених Штатів до Першої світової війни, а згодом і Другої світової війни. Ще однією акцією стала «Старий Джо», цирковий верблюд, який проїжджав містечками, щоб залучати увагу та роздавати безкоштовні сигарети. Гасло бренду, яке використовувалося десятиліттями, було: «Я пройшов би милю за Верблюда!»
Культовий стиль Camel — оригінальна сигарета без фільтра, що продається в м'якій пачці, відома як Camel Straights або Regulars. Популярність бренду досягла максимуму завдяки використанню цих цигарок такими відомими особистостями, як тележурналіст Едвард Р. Мерроу, використання яких було настільки публічним, що куріння Camel без фільтру стало торговою маркою.
У Європі Camel також є торговою маркою сигаретних паперів та сигаретного тютюну, зберігаючи 20 найвищих рангів у Північній Європі, щорічно розширюючись до Південної та Східної Європи, згідно з річним звітом Європейської філії.
У 1999 році компанія Japan Tobacco International отримала право на продаж Camel за межами США. Тютюнова суміш неамериканського верблюда містить менше східного тютюну й більшу частку Берлі.
1 липня 2000 року був представлений «східний» сорт Camel Turkish Gold та Jade ментол у 2001 року.
У 2005 році Camel додав свою назву на сигаретний папір, а також колір і дизайн фільтра так, у його східній версії. Також були створені різні сигарети Camel Crush та Camel Click, і вони є одними з найпопулярніших варіантів Camel.
У 2012 році Camel перевершив Pall Mall як найпопулярніший бренд R.J. Reynolds.
Станом на червень 2012 року у Великій Британії було припинено виробництво фільтрів Camel. Легка версія Camel Blue доступна у Tesco.
У 2013 році «Camel» відсвяткував своє 100-річчя. Професор Роберт Н. Проктор зі Стенфордського університету прокоментував цю подію в редакційній статті в «LA Times», зазначивши, що за минуле століття «Camel» продав понад 4 трильйони сигарет і «напевно спричинив близько 4 мільйонів смертей». У тій же редакції Проктор також заявив, що приблизно вдвічі менше сигарет продано американцям у 2013 році, ніж у 1981 році.